# La Reine des papillons
La Reine des papillons est un film français réalisé par Ladislas Starewitch, sorti en 1927. 
Le film mêle la participation de sa fille Nina avec des marionnettes animées image par image. Le film est inventif et plein de trucages (les paysages nocturnes, la scène de l’attaque du château).

## Synopsis
Nina, touchée par la mélodie d'un violoniste aveugle, décide d’apprendre à jouer le violon. Elle sauve une petite chenille de la mort et celle-ci lui promet une récompense. En dormant, Nina est transformée en reine des papillons et y-est invitée a découvrir le monde végétal de la musique. Mais les araignées décident de l'enlever, ce qui déclenche une bataille entre insectes et arachnides.

## Fiche technique
- Titre : La Reine des papillons
- Réalisation : Ladislas Starewitch
- Scénario : Ladislas Starewitch
- Animation : Ladislas Starewitch
- Format :  colorié au virage et teintage  - Muet - 1,33:1 - 35 mm
- Durée : 22 minutes
- Dates de sortie : 1927

## Distribution
- Nina Star